# Visual Radio
Visual Radio est un logiciel de réception de radio FM et une marque déposée de Nokia. Ce logiciel permet d'automatiser la recherche des radios en téléchargeant pour chaque pays des informations générales sur les radios FM analogiques accessibles et de recevoir des informations propres à chaque radio (publicité, horaire/programme des émissions, promotions...).

## Contrôle d'accès
Le logiciel ne propose pas le chargement des données autrement que par l'utilisation du réseau téléphonique. Le logiciel contrôle donc l'accès à son service non pas par un identifiant/mots de passe mais en s'assurant que
- l'utilisateur est implicitement abonné à un service payant (forfait/au ko) souscrit auprès de l'opérateur de téléphonie mobile.
- la radio s'équipe des logiciels compatibles pour générer des données en push sur le/les clients connectées (multicast)

## Concurrents de visual radio
En 2009 aucune radio française n'est compatible avec Visual Radio. 

### Spodtronic
En novembre 2005, spodtronic lance un serveur identique sur le réseau umts compatible avec des téléphones Nokia séries 60 (radio FM analogique) 

### MOT digital Radio
MOT digital Radio offre un service identique mais pour les radios numérique (DAB).